# Epidapus mixtus
Epidapus mixtus är en tvåvingeart som beskrevs av Werner Mohrig 2003. Epidapus mixtus ingår i släktet Epidapus och familjen sorgmyggor.
Artens utbredningsområde är Honduras. Inga underarter finns listade i Catalogue of Life.